# Луле, Юсуф
Юсуф Киронд Луле (англ. Yusuf Kironde Lule; 10 апреля 1912 — 21 января 1985, Лондон, Великобритания) — угандийский государственный деятель, президент Уганды в 1979.

## Биография
Окончил Университет Форт-Хэр в ЮАР.
Являлся профессором и директором Университета Макерере.
В 1978 в Моши (Танзания) выступил одним из соучредителей «Фронта национального освобождения Уганды», принимал активное участие во вторжении танзанийских войск в Уганду, приведшего к падению режима Иди Амина.
В апреле 1979 Национальным консультативным советом назначается на пост президента Уганды, однако уже в июне под влиянием танзанийского президента Джулиуса Ньерере был заменен на этом посту Годфри Бинайсой.
В феврале 1981 основал на юге страны Национальное движение сопротивления (National Resistance Movement), которое затем объединилось с Движением национального сопротивления Йовери Мусевени в Национальную армию сопротивления, и пришло к власти в Уганде в 1986.
Умер в Лондоне от сердечной недостаточности 21 января 1985.